# Fungia
Genre

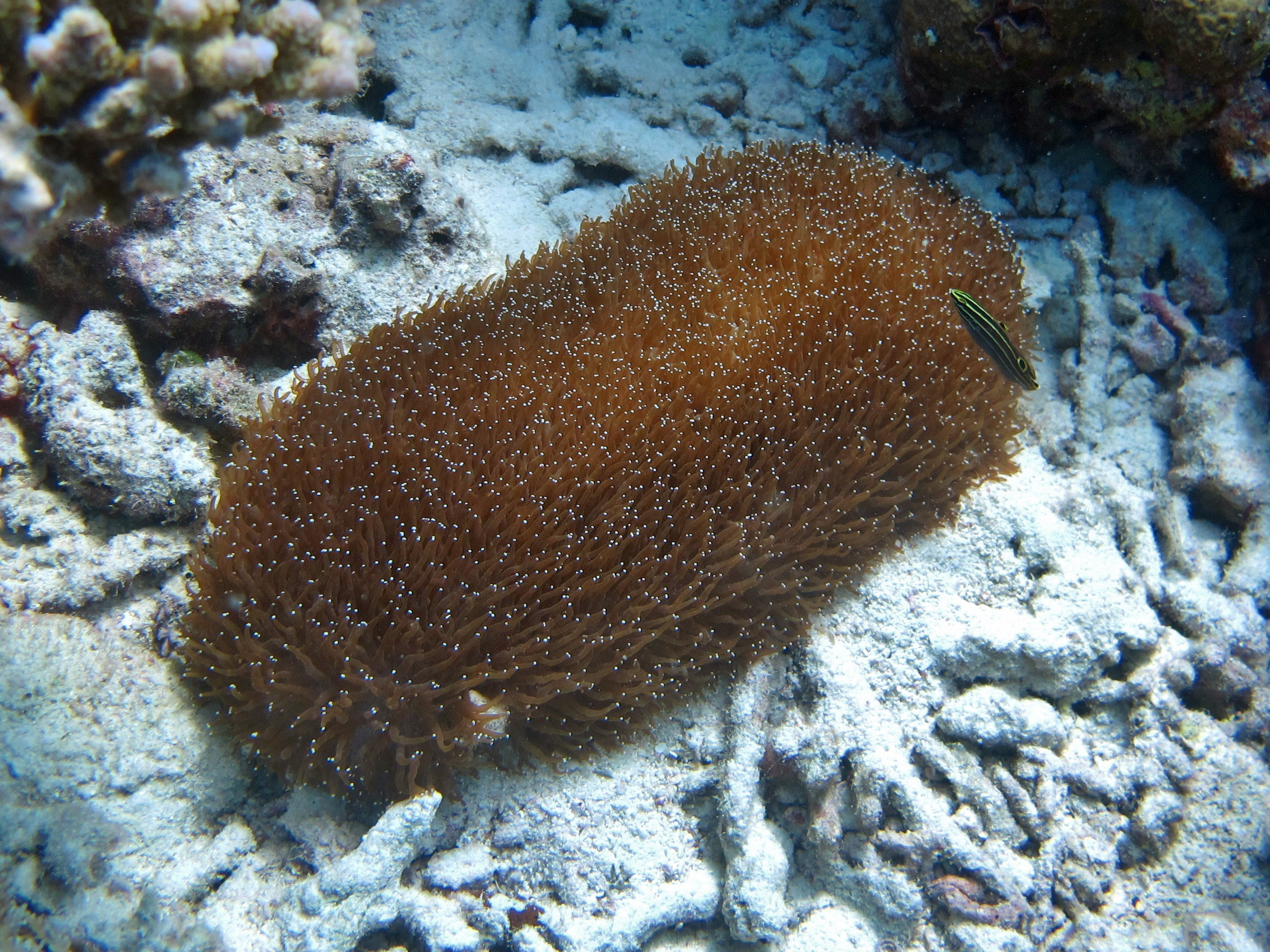
Fungia spinifer (?) près de Voavah, Maldives.

Fungia un est genre des scléractiniaires (coraux durs) de la famille des Fungiidae. Ce nom a été choisi en référence avec leur ressemblance physique avec les champignons terrestres (les Fungi). Cependant, ils ne sont pas fixés au sol marin mais plutôt "posés" dessus.

## Liste d'espèces

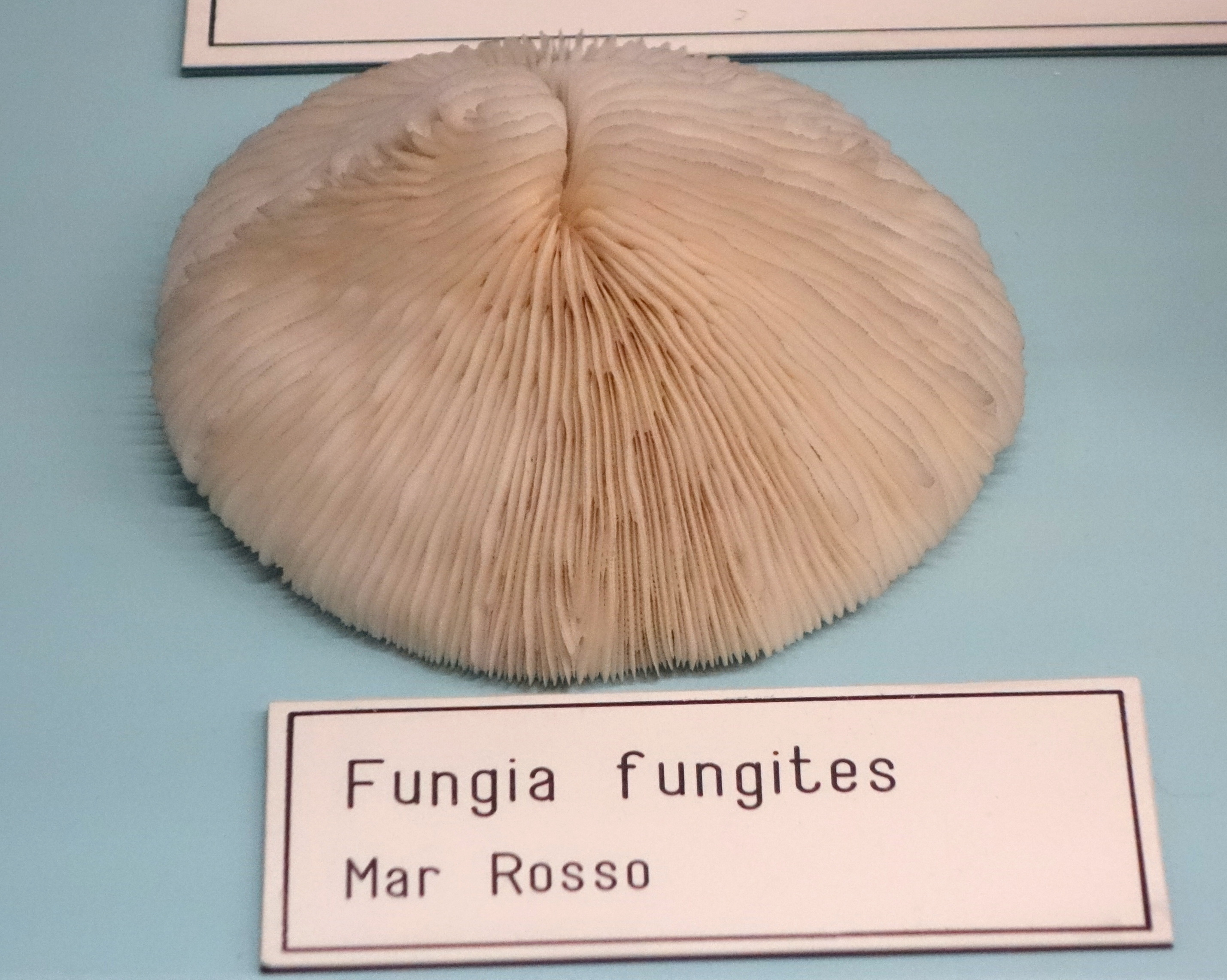
Spécimen de muséum. La plupart des photographies de spécimens de cette espèce sont en réalité mal attribuées, ce genre étant souvent donné à tort à tous les représentants de la famille des Fungiidae.

Fungia est le genre type de la famille des Fungiidae, ce qui signifie qu'historiquement, la plupart des espèces de cette famille ont été rangées dans celui-ci. Cependant, les progrès de la systématique puis de la phylogénie ont redistribué l'essentiel de ces espèces dans d'autres genres (notamment Cycloseris ou Danafungia), aussi seule l'espèce type est encore considérée de manière consensuelle comme appartenant à ce genre.
Celle-ci se distingue par une bouche centrale bien visible, des côtes marquées, et des dents septales qui ne forment pas de grands lobes. 
Ainsi, World Register of Marine Species (14 décembre 2015) et NCBI (14 décembre 2015) ne reconnaissent qu'une seule espèce :
- Fungia fungites Linnaeus, 1758

Mais ITIS (14 décembre 2015) reconnaît encore de nombreuses espèces déplacées par les classifications à jour :
- Fungia concinna Verrill, 1864
- Fungia corona Doderlein, 1901
- Fungia costulata Ortmann, 1889
- Fungia curvata Höksema, 1989
- Fungia cyclolites Lamarck, 1816
- Fungia danai Milne-Edwards & Haime, 1851
- Fungia distorta Michelin, 1842
- Fungia echaensis Doderlein, 1901
- Fungia echinata Pallas, 1766
- Fungia fragilis Alcock, 1893
- Fungia fralinae Nemenzo, 1955
- Fungia fungites Linnaeus, 1758
- Fungia granulosa Klunzinger, 1879
- Fungia gravis Nemenzo, 1955
- Fungia hexagonalis Milne-Edwards & Haime, 1848
- Fungia horrida Dana, 1846
- Fungia klunzingeri Doderlein, 1901
- Fungia moluccensis Van der Horst, 1919
- Fungia paumotensis Stutchbury, 1833
- Fungia plana Studer, 1877
- Fungia repanda Dana, 1846
- Fungia scabra Duederlein, 1901
- Fungia scruposa Klunzinger, 1879
- Fungia scutaria Lamarck, 1801
- Fungia seychellensis Höksema, 1993
- Fungia sinensis Milne-Edwards & Haime, 1851
- Fungia somervillei Gardiner, 1909
- Fungia spinifer Claereboudt & Höksema, 1987
- Fungia taiwanensis Höksema & Dai, 1991
- Fungia tenuis Dana, 1846
- Fungia valida Verrill, 1864
- Fungia vaughani Boschma, 1923